# Maria Teresa von Luxemburg

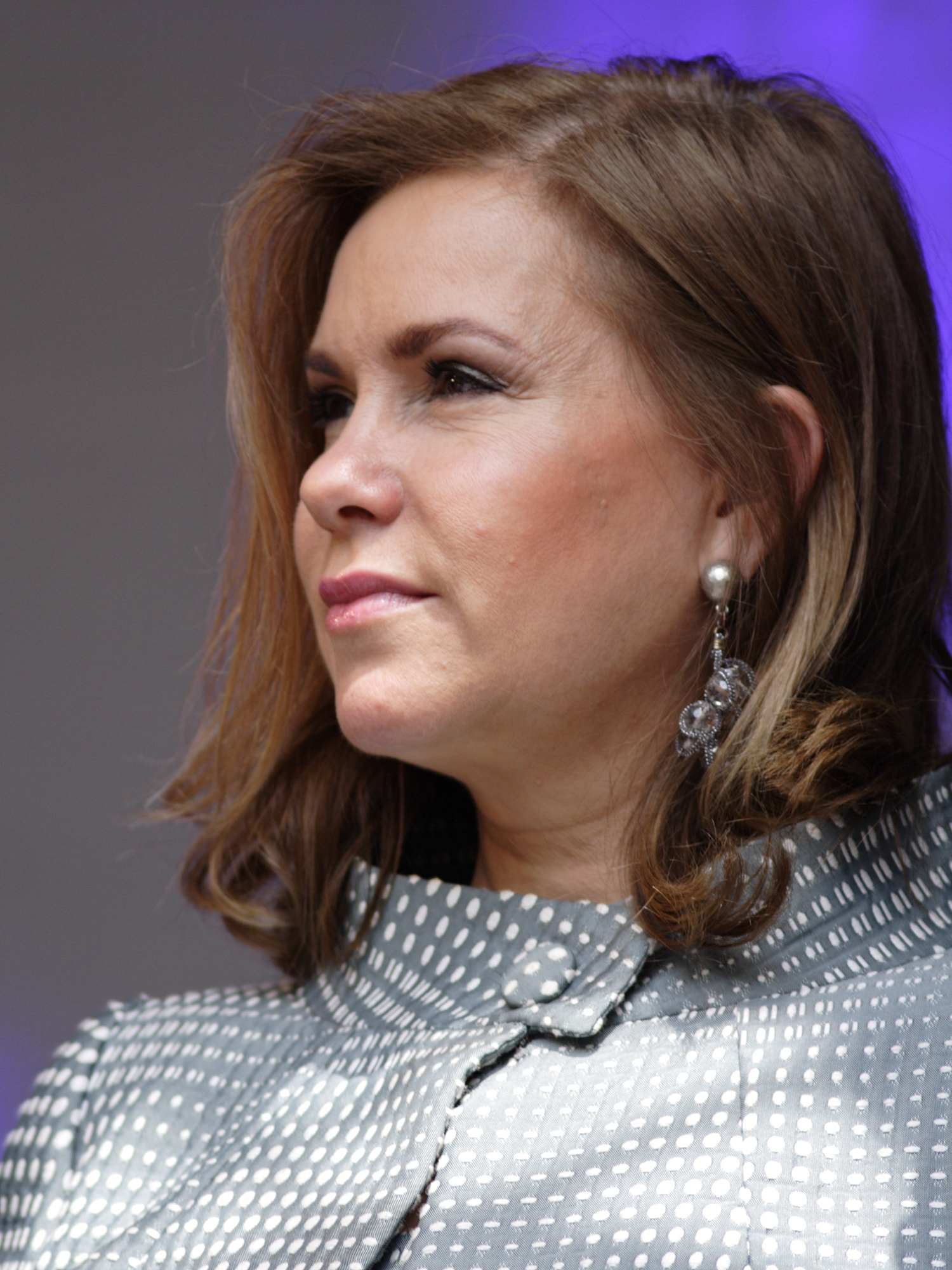
Großherzogin Maria Teresa, 2009

María Teresa Mestre Batista (* 22. März 1956 in Havanna, Kuba) ist die Ehefrau von Großherzog Henri von Luxemburg.

## Leben
Sie kam als Tochter des José Antonio Mestre Álvarez (* 1926) und der María Teresa Batista y Falla (1928–1988) zur Welt. Ihre Eltern verließen Kuba im Oktober 1959 und gingen nach New York City. Einige Jahre später zogen sie nach Genf, wo Maria Teresa verschiedene Schulen besuchte, 1975 ihr Abitur ablegte und 1980 ihr Studium der Politikwissenschaft abschloss.
Ihre Muttersprache ist Spanisch, außerdem spricht sie Luxemburgisch, Französisch, Deutsch, Englisch und Italienisch.

### Ehe und Familie
| Luxemburger Großherzogsfamilie |
| --- |
| |
| SKH Großherzog Henri IKH Großherzogin Maria Teresa - SKH Erbgroßherzog Guillaume IKH Erbgroßherzogin Stéphanie - SKH Prinz Charles - SKH Prinz François - SKH Prinz Félix IKH Prinzessin Claire - IKH Prinzessin Amalia - SKH Prinz Liam - SKH Prinz Balthasar - SKH Prinz Louis - SKH Prinz Gabriel - SKH Prinz Noah - IKH Prinzessin Alexandra - Victoire Bagory - SKH Prinz Sébastien |
| - IKKH Prinzessin Marie-Astrid - SKH Prinz Jean IKH Prinzessin Diane - IKH Prinzessin Margaretha - SKH Prinz Guillaume IKH Prinzessin Sibilla |
| - IKH Prinzessin Joan |

Ihren späteren Mann Großherzog Henri lernte sie während des Studiums an der Universität Genf kennen.
Sie und ihr Gatte Henri heirateten am 14. Februar 1981 und haben gemeinsam fünf Kinder sowie acht Enkelkinder:
- Guillaume Jean Joseph Marie (* 11. November 1981), Erbgroßherzog von Luxemburg, ⚭ 2012 Stéphanie de Lannoy (* 18. Februar 1984)
  - Charles Jean Philippe Joseph Marie Guillaume (* 10. Mai 2020)
  - François Henri Luis Marie Guillaume (* 27. März 2023)
- Félix Leopold Marie Guillaume (* 3. Juni 1984) ⚭ 2013 Claire Lademacher (* 21. März 1985)
  - Amalia Gabriela Maria Teresa (* 15. Juni 2014)
  - Liam Henri Hartmut (* 28. November 2016)[1]
  - Balthasar Felix Karl (* 7. Januar 2024)
- Louis Xavier Marie Guillaume (* 3. August 1986) ⚭ 2006–2019 Tessy Antony (* 28. Oktober 1985)
  - Gabriel Michael Louis Ronny (* 12. März 2006)
  - Noah Guillaume (* 21. September 2007)
- Alexandra Joséphine Teresa Charlotte Marie Wilhelmine (* 16. Februar 1991) ⚭ 2023 Nicolas Bagory (* 11. November 1988)
  - Victoire (* 14. Mai 2024)[2]
- Sébastien Henri Marie Guillaume (* 16. April 1992)

## Ehrenamtliches Engagement
Seit 1997 ist Maria Teresa UNESCO-Botschafterin des guten Willens und engagiert sich in der Entwicklungshilfe. Sie unterstützt besonders Muhammad Yunus, den Begründer der Mikrokredite, sowie das Kriegsopfer Kim Phuc aus Vietnam, das mittlerweile ebenfalls als Botschafterin des guten Willens arbeitet. Zu Großherzogin Maria Teresas Anliegen in der Entwicklungshilfe gehören die Betreuung von AIDS-Waisen in Afrika sowie das Engagement gegen den Einsatz von Kindersoldaten und den Menschenhandel. Seit Anfang 2005 ist sie Präsidentin des Luxemburgischen Roten Kreuzes, sie sitzt auch einer luxemburgischen Stiftung zur Unterstützung der Krebsforschung vor und ist Schirmherrin der luxemburgischen Sektion des Kinderhilfswerkes SOS-Kinderdorf. Außerdem ist sie Mitglied des Ehrenkomitees der Paralympics und setzt sich gegen Kindesmissbrauch im Internet ein.

## Waringo-Affäre
Ein 2019 von der luxemburgischen Regierung aufgrund von frequenten Personalwechseln am Hofe in Auftrag gegebener und Anfang 2020 erschienener Prüfbericht dokumentiert enorme Missstände am Hofe des Großherzogs. Insbesondere die Person von Maria Teresa steht in der Kritik. Der frühere hochrangige luxemburgische Steuerbeamte Jeannot Waringo deckt in seinem Bericht auf, dass private und institutionelle Aktivitäten nicht getrennt werden, eine Buchhaltung über Ausgaben und Unkosten fehle und so die Trennung der Finanzierung offizieller Aufgaben und der Verwaltung privater Güter nicht gegeben sei. Zudem verweist der Bericht auf ein Klima der Angst am Hofe und eine miserable Personalpolitik, die keinen Platz für kritische Stimmen und andere Meinungen lässt, was auch den frequenten Personalwechsel erkläre: In nur fünf Jahren haben – altersbedingte Abgänge nicht mitgezählt – 51 Mitarbeiter des Hofstaats ihren Posten verlassen, viele davon haben selbst um Versetzung gebeten. Der luxemburgische Journalist Pol Schock stellt fest, dass Maria Teresa zwanzig Jahre lang davon profitiert habe, dass der großherzogliche Hof im Grund ein rechtsfreier Raum gewesen sei, und verweist sogar auf Fälle physischer Gewalt. Die Zeitung Tageblatt spricht von einem chaotischen und von Willkür geprägten Umgang des Hofs mit seinem Personal und stellt fest, dass insbesondere Maria Teresa ihre konstitutionellen Grenzen überschreite.

## Auszeichnungen
- 1996: Großkreuz des Sankt-Olav-Ordens
- 1999: Ehrendoktorwürde der Seton Hall University in New Jersey (USA)
- 2001: Großkreuz des Ordens Karls III.[6]
- 2003: Ehrendoktorwürde der Universität León in Nicaragua
- 2003: Elefanten-Orden[7]
- 2004: Großkreuz des Sterns von Rumänien
- 2005: Großkreuz des portugiesischen Christusordens[8]
- 2006: Großkreuz des Drei-Sterne-Ordens
- 2006: Path to Peace Award (wird von einer päpstlichen Stiftung vergeben)
- 2007: Ehren- und Devotions-Großkreuz-Dame des Malteserordens[9]
- 2007: Großkreuz des Nationalen Ordens vom Kreuz des Südens[10]
- 2008: Königlicher Seraphinenorden
- 2009: Steiger Award
- 2009: Großkreuz des Verdienstordens der Italienischen Republik[11]
- 2010: Großkreuz des Ordens des heiligen Jakob vom Schwert[8]
- 2013: Groß-Stern des Ehrenzeichens für Verdienste um die Republik Österreich
- 2017: Großkreuz des Ordens des Infanten Dom Henrique[8]

## Vorfahren
| Ahnentafel María Teresa | Ahnentafel María Teresa                                               | Ahnentafel María Teresa                                               | Ahnentafel María Teresa                                               | Ahnentafel María Teresa                                               | Ahnentafel María Teresa                                              | Ahnentafel María Teresa                                              | Ahnentafel María Teresa                                              | Ahnentafel María Teresa                                              |
| ----------------------- | --------------------------------------------------------------------- | --------------------------------------------------------------------- | --------------------------------------------------------------------- | --------------------------------------------------------------------- | -------------------------------------------------------------------- | -------------------------------------------------------------------- | -------------------------------------------------------------------- | -------------------------------------------------------------------- |
| Urgroßeltern            | Francisco Mestre ⚭ 1894 Matilde Ramos-Almeyda                         | Francisco Mestre ⚭ 1894 Matilde Ramos-Almeyda                         | Lucas Alvarez (1868–1940) ⚭ 1895 Narcisa Tabió (1878–1942)            | Lucas Alvarez (1868–1940) ⚭ 1895 Narcisa Tabió (1878–1942)            | Melchior Batista (1859–1932) ⚭ 1883 Julia González (1860–1934)       | Melchior Batista (1859–1932) ⚭ 1883 Julia González (1860–1934)       | Laureano Falla (1859–1929) ⚭ 1889 Maria Dolores Bonet (1863–1949)    | Laureano Falla (1859–1929) ⚭ 1889 Maria Dolores Bonet (1863–1949)    |
| Großeltern              | Jose Antonio Mestre (1897–1961) ⚭ 1924 Maria Narcisa Alvarez (1899–?) | Jose Antonio Mestre (1897–1961) ⚭ 1924 Maria Narcisa Alvarez (1899–?) | Jose Antonio Mestre (1897–1961) ⚭ 1924 Maria Narcisa Alvarez (1899–?) | Jose Antonio Mestre (1897–1961) ⚭ 1924 Maria Narcisa Alvarez (1899–?) | Augustin Batista (1899–1968) ⚭ 1926 Maria Teresa Falla (1898–1973)   | Augustin Batista (1899–1968) ⚭ 1926 Maria Teresa Falla (1898–1973)   | Augustin Batista (1899–1968) ⚭ 1926 Maria Teresa Falla (1898–1973)   | Augustin Batista (1899–1968) ⚭ 1926 Maria Teresa Falla (1898–1973)   |
| Eltern                  | José Antonio Mestre (* 1926) ⚭ 1951 Maria Teresa Batista (1928–1988)  | José Antonio Mestre (* 1926) ⚭ 1951 Maria Teresa Batista (1928–1988)  | José Antonio Mestre (* 1926) ⚭ 1951 Maria Teresa Batista (1928–1988)  | José Antonio Mestre (* 1926) ⚭ 1951 Maria Teresa Batista (1928–1988)  | José Antonio Mestre (* 1926) ⚭ 1951 Maria Teresa Batista (1928–1988) | José Antonio Mestre (* 1926) ⚭ 1951 Maria Teresa Batista (1928–1988) | José Antonio Mestre (* 1926) ⚭ 1951 Maria Teresa Batista (1928–1988) | José Antonio Mestre (* 1926) ⚭ 1951 Maria Teresa Batista (1928–1988) |
| María Teresa (* 1956)   |                                                                       |                                                                       |                                                                       |                                                                       |                                                                      |                                                                      |                                                                      |                                                                      |